# Steve Brookstein
Steven Desmond Brookstein (noto come Steve Brookstein) (Londra, 10 novembre 1968) è un cantante britannico.
Ha raggiunto la fama nel 2004 vincendo la prima edizione della versione britannica del talent show X Factor.
In seguito alla vittoria del programma ha avuto la possibilità di pubblicare il suo album di debutto, Heart and Soul, per l'etichetta discografica Sony, che ha raggiunto la vetta della classifica britannica degli album pur rimanendo in classifica per poche settimane. L'album è stato promosso da un singolo, la cover del noto brano di Phil Collins Against All Odds, che ha raggiunto anch'esso la vetta della classifica britannica.
Nel 2006 è tornato sulle scene musicali pubblicando per l'etichetta discografica Numunu Records il singolo Fighting Butterflies, seguito dall'album 40.000 Things; entrambe le pubblicazioni, tuttavia, non hanno avuto alcun successo commerciale di vendite.

## Discografia

### Album
- 2005 - Heart and Soul (UK #1)
- 2006 - 40.000 Things (UK #165)
- 2014 - Forgotten Man

### Singoli
- 2004 - Against All Odds (UK #1)
- 2005 - Dance With My Father (promo)
- 2006 - Fighting Butterflies (UK #193)
- 2009 - Promised Land (Boogie Pimps featuring Steve Brookstein)
- 2010 - Promised Land
- 2010 - Don't Give Up (Together @QRistmas featuring Steve Brookstein & Eileen Hunter)